# Encryphia frontisignata
Encryphia frontisignata är en fjärilsart som beskrevs av Walker 1863. Encryphia frontisignata ingår i släktet Encryphia och familjen mätare. Inga underarter finns listade i Catalogue of Life.